# Елихина, Юлия Игоревна
Юлия Игоревна Елихина (род. 13 августа 1964 года, Ленинград, СССР) — российский учёный-востоковед, монголовед, тибетолог, буддолог, один из ведущих специалистов по истории культуры и искусства Монголии и Тибета. Кандидат исторических наук, доктор культурологии, ведущий научный сотрудник Отдела Востока Государственного Эрмитажа, хранитель монгольской, тибетской и хотанской коллекций, доцент кафедры монголоведения и тибетологии Восточного факультета СПбГУ.

## Биография
В 1988 году окончила отделение монгольской филологии Восточного факультета Ленинградского государственного университета им. А. А. Жданова (специальность — монголо-тибетская филология).
С конца 1988 года работает в Государственном Эрмитаже (Отдел Востока), с 1990 года — хранитель монгольской, тибетской и хотанской коллекций, с 2017 года — ведущий научный сотрудник.
В 2006 году в Санкт-Петербургском филиале Института востоковедения Российской академии наук защитила диссертацию на соискание учёной степени кандидата исторических наук (специальность 07.00.03. — Всеобщая история (средние века)). Тема диссертации: «Культ бодхисаттвы Авалокитешвары и его земных воплощений в истории тибетской государственности VII—XIX».
В 2022 году в СПбГУ защитила диссертацию на соискание учёной степени доктора культурологии по теме «Проблемы формирования и развития тибетского буддийского искусства XI — начала XX вв. (по материалам тибетской коллекции Государственного Эрмитажа)» (специальность 5.10.1. Теория и история культуры, искусства).
В СПбГУ читает авторский лекционный курс «Буддийское искусство Центральной Азии II—XX вв.» для студентов кафедры монголоведения и тибетологии восточного факультета.
Участник многих международных конференций, симпозиумов и конгрессов, посвященных проблемам культуры, искусства, истории, буддизма Центральной Азии и археологии Монголии.
Участник Международных конгрессов монголоведов в Улан-Баторе (Монголия) — IX конгресса в 2006 г. (8-12 августа), X конгресса в 2011 г. (9-13 августа), XI конгресса в 2016 г. (15-18 августа) и XII конгресса 2023 г. (9-14 августа).
Член правления Российской ассоциации исследователей Гималаев и Тибета (2019). Член Российского общества монголоведов.
Автор более 200 научных публикаций, 11 монографий.

## Награды
- В 2006 году награждена Правительством Монголии медалью «800 лет образования единого монгольского государства».
- В 2015 году награждена Серебряной медалью Буддийской традиционной сангхи России в связи со 100-летием Санкт-Петербургского дацана Гунзэчойнэй.
- В 2021 году награждена медалью «Дружба» (монг. Найрамдал медаль) — государственной наградой Монгольской Народной Республики — за ценный вклад в развитие двусторонних отношений между Монголией и Российской Федерацией в соответствии с указом Президента Монголии от 4 июня 2021 года[8].
- В 2022 году награждена орденом «Полярной звезды» — высшей государственной наградой Монголии — Указом Президента Монголии № 169 от 1 августа 2022 года за выдающийся вклад в развитие монголоведения и укрепление дружественных связей между народами Монголии и Российской Федерации[9].